# 3 février en sport
3 janvier 3 mars
Chronologies thématiques
- Croisades
- Ferroviaires
- Disney

Le 3 février (34e jour de l'année) en sport.

## Événements

### XIXesiècle
- 1867 :
  - (Patinage) : l'association de patinage viennoise est fondée. Les statuts déposés le 7 février sont autorisés le 14 juin. L'association prend un bail le 27 novembre d'une partie du canal viennois comme surface de patinage. Le 26 décembre a lieu le premier jour de gel.
- 1876 :
  - (Baseball) : Albert Spalding, ancien pitcher de baseball et désormais homme fort de la National League, et son frère Walter, ouvrent à Chicago une boutique d’articles de sport ; c’est le point de départ de la société Spalding qui produit rapidement nombre d’articles de sport…
- 1883 :
  - (Football) : à Londres (Kennington Oval), l'Angleterre s'impose 5-0 face au Pays de Galles. 2 500 spectateurs.

### XXesièclede1901à1950
- 1929 :
  - (Football) : l'Espanyol Barcelone remporte la Coupe d’Espagne face au Real Madrid, 2-1.

### XXesièclede1951à2000
- 1972 :
  - (Jeux olympiques) : à Sapporo, ouverture des Jeux olympiques d'hiver de 1972.

### XXIesiècle
- 2002 :
  - (Football américain) : à La Nouvelle-Orléans, les New England Patriots s'imposent 20-17 face aux St. Louis Rams au Super Bowl XXXVI de la NFL.
  - (Handball) : la Suède remporte à domicile son troisième titre européen consécutif en battant en finale du Championnat d'Europe, l'Allemagne 33-31 après prolongation.
- 2008 :
  - (Football américain) : à Glendale (Arizona), les New York Giants s'imposent 17-14 face aux New England Patriots au Super Bowl XLII de la NFL.
- 2018 :
  - (Rugby à XV /Tournoi masculin) : début de la 124e édition du Tournoi des Six Nations qui se terminera le 17 mars 2018. En match d'ouverture le pays de Galles s'impose face à l'Écosse 34-7 et ensuite la France s'incline face à l'Irlande 13-15.
  - (Rugby à XV /Tournoi féminin) : la France s'impose face à l'Irlande 24-0.
- 2022 :
  - (Jeux olympiques d'hiver /JO d'hiver de 2022) : en Chine, à Pékin, second jour de compétition des Jeux olympiques d'hiver de 2022. .
- 2024 :
  - (Cyclo-cross /Championnats du monde) : sur la course Élite femmes, triplé des néerlandaises, Fem van Empel est championne du monde 2024, Lucinda Brand est seconde et Puck Pieterse complète le podium.
  - (Rugby à XV /Tournoi masculin) : l'Angleterre s'impose à Rome face à l'Italie 27-24 et l'Écosse s'impose à Cardiff contre le pays de Galles 27-26.

## Naissances

### XIXesiècle
- 1871 :
  - Jean-Baptiste Mimiague, maître d'armes du fleuret français. Médaillé de bronze en individuel aux Jeux de Paris 1900. († 6 août 1929).
- 1872 :
  - Sydney Smith, joueur de tennis britannique. Vainqueur des Coupes Davis 1905 et 1906. († 27 mars 1947).
- 1873 :
  - Antony, cycliste sur piste et pilote de courses automobile français. († 7 février 1949).

### XXesièclede1901à1950
- 1908 :
  - Oddbjørn Hagen, skieur de combiné nordique et fondeur norvégien. Champion olympique du combiné nordique puis médaillé d'argent du 18km et du relais 4×10km en ski de fond aux Jeux de Garmisch-Partenkirchen 1936. Champion monde ski nordique en combiné nordique 1934 et 1935. († 26 juillet 1982).
- 1912 :
  - Jack Metcalfe, athlète de sauts australien. Médaillé de bronze du triple-saut aux Jeux de Berlin 1936. Détenteur du record du monde du Triple saut du 14 décembre 1935 au 6 août 1936. († 16 janvier 1994).
- 1918 :
  - Helen Stephens, athlète de sprint américaine. Championne olympique du 100m et du relais 4×100m aux Jeux de Berlin 1936. († 17 janvier 1994).
- 1920 :
  - Tony Gaze, pilote de courses automobile australien. († 29 juillet 2013).
  - Stan Ockers, cycliste sur route et sur piste belge. Champion du monde de cyclisme sur route 1955. Vainqueur du Tour de Belgique 1948, de la Flèche wallonne 1953 et 1955 puis de Liège-Bastogne-Liège 1955. († 1 octobre 1956).
- 1921 :
  - Gilbert Lavoine, boxeur français. († 22 janvier 1965).
- 1931 : 
  - Gilbert Desmet, cycliste sur route belge. Vainqueur de Paris-Tours 1958, de la Flèche wallonne 1964 et des Quatre Jours de Dunkerque 1964. († 30 juin 2024).
- 1936 :
  - Bob Simpson, joueur de cricket australien. (62 sélections en test cricket). († 16 août 2025).
- 1938 :
  - Emile Griffith, boxeur américain. Champion du monde poids welters du 1er avril au 30 septembre 1961, du 24 mars 1962 au 21 mars 1963 et du 8 juin 1963 au 10 décembre 1965 puis Champion du monde poids moyens du 25 avril 1965 au 17 avril 1967 et du 29 septembre 1967 au 4 mars 1968. († 23 juillet 2013).
- 1940 :
  - Fran Tarkenton, joueur de foot U.S. américain.
- 1944 :
  - Fethi Heper, footballeur turc. (3 sélections en équipe de Turquie). († 13 février 2025).
- 1945 :
  - Bob Griese, joueur de foot U.S. américain.
- 1949 :
  - Hennie Kuiper, cycliste sur route néerlandais. Champion olympique sur route aux Jeux de Munich 1972. Champion du monde de cyclisme sur route 1975. Vainqueur du Tour de Suisse 1976, du Tour des Flandres 1981, du Tour de Lombardie 1981, de Paris-Roubaix 1983 et Milan-San Remo 1985.

### XXesièclede1951à2000
- 1951 :
  - Felipe Múñoz, nageur mexicain. Champion olympique du 200m brasse aux Jeux de Mexico 1968.
- 1952 :
  - Fred Lynn, joueur de baseball américain.
- 1954 :
  - Tiger Williams, hockeyeur sur glace canadien.
- 1955 :
  - Bruno Pezzey, footballeur puis entraîneur autrichien. (89 sélections en équipe d'Autriche). († 31 décembre 1994).
- 1957 :
  - Chico Serra, pilote de F1 brésilien.
- 1960 :
  - Joachim Löw, footballeur puis entraîneur allemand. Sélectionneur de l'équipe d'Allemagne de 2006 à 2021, championne du monde de football 2014.
- 1964 :
  - Laird Hamilton, surfeur américain.
- 1965 :
  - Alberto Camargo, cycliste sur route colombien.
  - Marjo Matikainen-Kallström, fondeuse finlandaise. Médaillée de bronze du relais 4×5km aux Jeux de Sarajevo 1984 puis championne olympique du 5km et médaillée de bronze du 10km et du relais 4×5km aux Jeux de Calgary 1988. Championne du monde de ski nordique en ski de fond du 5km 1987 puis championne du monde de ski nordique en ski de fond du 15 km et du relais 4×5km 1989.
- 1966 :
  - Jean-Jacques Eydelie, footballeur français. Vainqueur de la Ligue des champions 1993.
  - Kóstas Patavoúkas, basketteur grec. Vainqueur de l'Euroligue 1996. (162 sélections en équipe de Grèce).
- 1968 :
  - Vlade Divac, basketteur yougoslave puis serbe. Médaillé d'argent aux Jeux de Séoul 1988 et aux Jeux d'Atlanta 1996. Champion du monde de basket-ball 1990 et 2002. Champion d'Europe de basket-ball 1989, 1991 et 1995. Vainqueur de la Coupe Korać 1989.
  - Frantisek Kucera, hockeyeur sur glace tchèque. Champion olympique aux Jeux de Nagano 1998. Champion du monde de hockey sur glace 1999 et 2000.
- 1970 :
  - Franck Gava, footballeur français. (3 sélections en équipe de France).
- 1972 :
  - Thierry Chabagny, navigateur français. Détenteur du Trophée Jules-Verne en équipage de 2012 à 2017.
- 1974 :
  - Florian Rousseau, cycliste sur piste français. Champion olympique du kilomètre aux Jeux d'Atlanta 1996 puis champion olympique du keirin et de la vitesse par équipe, médaillé d'argent de la vitesse individuel aux Jeux de Sydney 2000. Champion du monde du kilomètre contre la montre 1993 et 1994. Champion du monde de la vitesse individuelle 1996, champion du monde de la vitesse individuelle et par équipe 1997 et 1998, champion du monde de la vitesse par équipe 1999, 2000 et 2001.
- 1976 :
  - Stéphane Antiga, volleyeur puis entraîneur français. Médaillé de bronze au Mondial de volley-ball masculin 2002. Médaillé d'argent à l'Euro de volley-ball masculin 2003 et 2009. Vainqueur de la Coupe des coupes 2000 et la Ligue des champions de volley-ball 2001. (306 sélections en équipe de France). Sélectionneur de l'équipe de Pologne de 2014 à 2016 et de l'équipe du Canada de 2017 à 2018. Champion du monde de volley-ball masculin 2014.
  - Mathieu Dandenault, hockeyeur sur glace canadien.
- 1978 :
  - Beat Hefti, bobeur suisse. Médaillé de bronze en bob à 2 aux Jeux de Salt Lake City 2002, médaillé de bronze en bob à 2 et à 4 aux Jeux de Turin 2006 puis médaillé d'argent du bob à 2 aux Jeux de Sotchi 2014. Champion du monde de bobsleigh à 4 2007.
- 1981 :
  - Sami Gtari, footballeur franco-tunisien.
- 1982 :
  - Marie-Ève Drolet, patineuse de vitesse canadienne. Médaillée de bronze du relais 3 000m aux Jeux de Salt Lake City 2002 puis médaillée d'argent du relais 3 000m aux Jeux de Sotchi 2014.
- 1983 :
  - Carlos Berlocq, joueur de tennis argentin.
  - Damiel Dossevi, athlète de saut à la perche français.
- 1984 :
  - Rogério Dutra Silva, joueur de tennis brésilien.
- 1985 :
  - Oleksandr Aliyev, footballeur ukrainien. (28 sélections en équipe d'Ukraine).
  - Justin Doellman, basketteur américain.
  - Andrei Kostitsyn, hockeyeur sur glace biélorusse.
- 1986 :
  - Mathieu Giroux, patineur de vitesse canadien. Champion olympique de la poursuite par équipes aux Jeux de Vancouver 2010.
- 1987 :
  - Jean-Philippe Genevois, joueur de rugby à XV français.
- 1988 :
  - Kamil Glik, footballeur germano-polonais. (58 sélections avec l'équipe de Pologne).
  - Gregory van der Wiel, footballeur néerlandais. (46 sélections en Équipe des Pays-Bas).
- 1989 :
  - Vania King, joueuse de tennis américaine.
  - Lucas Orbán, footballeur hispano-argentin. (2 sélections avec l'équipe d'Argentine).
  - Reinardt Janse van Rensburg, cycliste sur route sud-africain. Vainqueur du Tour du Maroc 2012.
- 1990 :
  - Anna Tatishvili, joueuse de tennis américano-géorgienne.
- 1991 :
  - O. D. Anosike, basketteur américain.
  - Willy Boly, footballeur français.
  - Lima Sopoaga, joueur de rugby à XV néo-zélandais puis samoan. (16 sélections avec l'équipe de Nouvelle-Zélande et 3 avec celle des Samoa).
- 1992 :
  - Daniýar Ismaýilov, haltérophile turkmène puis turc. Médaillé d'argent des -69 kg aux Jeux de Rio 2016. Champion d'Europe d'haltérophilie des -69 kg 2015 et 2016.
  - Shohei Ōno, judoka japonais. Champion olympique des -73 kg aux Jeux de Rio 2016. Champion du monde de judo des -73 kg 2013 et 2015.
  - Gurpreet Singh Sandhu, footballeur indien. (48 sélections en équipe d'Inde).
  - James White, joueur de foot U.S. américain.
- 1993 :
  - Mark Bennett, joueur de rugby à XV et à sept écossais. Médaillé d'argent aux jeux de Rio 2016. (33 sélections avec l'équipe nationale de rugby à sept et 29 avec l'celle de rugby à XV).
  - Luke McGrath, joueur de rugby à XV irlandais. Vainqueur du Challenge européen 2013 et de la Coupe d'Europe de rugby à XV 2018. (20 sélections en équipe d'Irlande).
  - Norvel Pelle, basketteur antiguayen-libanais puis américain.
- 1994 :
  - Jordan Ikoko, footballeur franco-congolais. (8 sélections avec l'Équipe de République démocratique du Congo).
  - Evgeniy Klimov, skieur de combiné nordique et sauteur à ski russe.
  - Malaika Mihambo, athlète allemande.
- 1996 :
  - Thomas Welsh, basketteur américain.
- 1998 :
  - Isaiah Roby, basketteur américain.
- 1999 :
  - Matthieu Laguerre, joueur de rugby à XIII français. (5 sélections en équipe de France).
  - Zuriel Togiatama, joueur de rugby à XV néo-zélandais puis fidjien. (3 sélections avec l'équipe des Fidji).
- 2000 :
  - Manae Feleu, joueuse de rugby à XV française. (11 sélections en équipe de France).
  - Mabinty Sylla, joueuse de rugby à XV française.

### XXIesiècle
- 2002 :
  - Daishen Nix, basketteur américain.
- 2003 :
  - Emanuel Emegha, footballeur néerlandais.
- 2005 :
  - Simo Keddari, footballeur espagnol.
  - Joaquín Lavega, footballeur uruguayen.

## Décès

### XXesièclede1901à1950
- 1938 :
  - James Bevan, 79 ans, joueur de rugby à XV gallois. (1 sélection en équipe nationale). (° 15 avril 1858).
- 1939 :
  - Reto Capadrutt, 26 ans, bobeur suisse. Médaillée d'argent en bob à deux aux Jeux d'hiver de 1932 et de bob à quatre lors de l'l'édition d'hiver en 1936. Champion du monde de bob à deux en 1935 et médaillée de bronze de la même épreuve en 1937. (° 4 mars 1912).
- 1944 :
  - František Pecháček, 47 ans, gymnaste artistique tchécoslovaque. (° 15 février 1896).

### XXesièclede1951à2000
- 1956 :
  - Johnny Claes, 39 ans, pilote automobile belge. (° 11 août 1916).
- 1959 :
  - Sidney Robinson, 82 ans, athlète britannique. Médaillé d'or du 5 000 mètres par équipes, médaillé d'argent du 2 500 mètres steeple et médaillé de bronze du 4 000 mètres steeple aux Jeux olympiques de 1900. (° 1er août 1876).
- 1962 :
  - Jeff Smith, 70 ans, boxeur américain. (° 23 avril 1891).
- 1975 :
  - Ernest Sterckx, 52 ans, coureur cycliste belge. Vainqueur de la Flèche wallonne en 1947. (° 1er décembre 1922).
- 1984 :
  - Paul Féret, 82 ans, joueur de tennis français. (° 27 février 1901).
- 1985 :
  - Santiago Lazcano, 35 ans, coureur cycliste espagnol. (° 8 mars 1947).
- 1993 :
  - Paul Emery, 76 ans, pilote automobile britannique. (° 12 novembre 1916).
- 1994 :
  - Patrick El Mabrouk, 64 ans, athlète de demi-fond français. Médaillé d'argent du 1 500m aux championnats d'Europe d'athlétisme 1950. (° 30 octobre 1928).
- 1997 :
  - Mikhail Yakushin, 86 ans, footballeur puis entraîneur soviétique. Sélectionneur de l'Union soviétique en 1959 puis de 1967 à 1968. (° 15 novembre 1910).
- 1999 :
  - Luc Borrelli, 33 ans, footballeur français. (° 2 juillet 1965).
  - Mikko Hietanen, 87 ans, athlète finlandais. Champion d'Europe du marathon en 1956. (° 22 septembre 1911).

### XXIesiècle
- 2006 :
  - Louis Jones, 74 ans, athlète de sprint américain. Champion olympique du relais 4×400m aux Jeux de Melbourne 1956. (° 15 janvier 1932).
- 2008 :
  - Mohd Nazri Abdullah, 54 ans, arbitre de football malaisien. (° 23 janvier 1954).
- 2009 :
  - Louis Proost, 73 ans, coureur cycliste belge. (° 7 avril 1935).
- 2010 :
  - Dick McGuire, 84 ans, basketteur puis entraîneur américain. (° 25 janvier 1926).
  - Gil Merrick, 88 ans, footballeur puis entraîneur anglais. (23 sélections en équipe nationale). (° 26 janvier 1922).
- 2011 :
  - Ron Piché, 75 ans, joueur de baseball canadien. (° 22 mai 1935).
  - Neil Young, 66 ans, footballeur anglais. Vainqueur de la Coupe d'Europe des vainqueurs de coupe 1970. (° 17 février 1944).
  - Robert Young, 95 ans, athlète de sprint américain. Médaillé d'argent du relais 4 × 400 mètres aux Jeux de olympiques Berlin 1936. (° 15 janvier 1916).
- 2013 :
  - B. H. Born, 80 ans, basketteur américain. Champion du monde de basket-ball en 1954. (° 6 juin 1932).
  - Zlatko Papec, 79 ans, footballeur yougoslave puis croate. (6 sélections avec l'équipe de Yougoslavie). (° 17 janvier 1934).
- 2015 :
  - Frank Borghi, 89 ans, joueur de soccer américain. (9 sélections en équipe nationale). (° 9 avril 1925).
- 2016 :
  - Mark Farren, 33 ans, footballeur irlandais. (° 1er mai 1982).
  - Suat Mamat, 85 ans, footballeur puis entraîneur turc. (26 sélections en équipe nationale). (° 8 novembre 1930).
- 2018 :
  - Károly Palotai, 82 ans, footballeur puis arbitre hongrois. Champion olympique aux Jeux de Tokyo 1964. (° 11 septembre 1935).
- 2020 :
  - Willie Wood, 83 ans, joueur puis entraîneur américain de football américain. Vainqueur du Super Bowl en 1967 et en 1968 avec les Packers de Green Bay. (° 23 décembre 1936).
- 2021 :
  - Jean-Pierre Bastiat, 71 ans, joueur de rugby français, vainqueur du Tournoi des Cinq Nations 1970 et du Grand chelem 1977. (32 sélections en équipe de France). (° 11 avril 1949).
  - Art Jones, 86 ans, joueur de hockey sur glace canadien. (° 31 janvier 1935).
  - Tony Trabert, 90 ans, joueur de tennis américain. Vainqueur de l'US Open en simple en 1953 et en 1955 et en double masculin en 1954. Vainqueur du tournoi de Roland-Garros en simple en 1954 et 1955 ainsi qu'en double masculin en 1950, 1954 et 1955. Vainqueur du tournoi de Wimbledon en simple en 1955 et de l'Open d'Australie en double masculin en 1955. Il remporte également en 1954 la Coupe Davis. (° 16 août 1930).
- 2022 :
  - Tom Kiernan, 83 ans, joueur puis entraîneur de rugby à XV irlandais. Sélectionneur de l'équipe d'Irlande entre 1980 et 1983. (54 sélections en équipe nationale). (° 7 janvier 1939).
- 2024 :
  - Ángel Franco Martínez, 85 ans, arbitre de football espagnol. (° 31 octobre 1938).
- 2025 :
  - Lima, 83 ans, footballeur brésilien. (13 sélections en équipe nationale). (° 18 janvier 1942).
  - John Shumate, 72 ans, joueur puis entraîneur de basket-ball américain. (° 6 avril 1952).